# Machette (instrument de musique)
 (janvier 2023).
Si vous disposez d'ouvrages ou d'articles de référence ou si vous connaissez des sites web de qualité traitant du thème abordé ici, merci de compléter l'article en donnant les références utiles à sa vérifiabilité et en les liant à la section « Notes et références ».
Ne doit pas être confondu avec Machette.
La machette (portugais : machete de braga) est un petit instrument à cordes de Madère, Portugal. 

## Description
La machette ou machete a un corps à double renflement, traditionnellement en bois, avec une petite nervure et comporte quatre cordes métalliques qui, selon les régions, peuvent être attachées par des chevilles en bois. Sa cousine légèrement plus grande, la machette de rajão, possède cinq cordes métalliques. De nos jours, il n'est pas rare que l'instrument soit en tilleul ou en peuplier. Les historiens pensent que la machette a été introduite à Madère depuis Braga en tant que braguinha et ensuite apportée à Hawaï par des immigrants portugais à la fin du 19e siècle en tant que prédécesseur possible du ukulélé.

## Voir plus